# Oricon
 Oricon Inc. (株式会社オリコン Kabushiki-gaisha Orikon?), fondată în 1999, este o companie care furnizează statistici și informații din industria muzicală în Japonia. Ea provine din fosta companie  Original Confidence Inc. (株式会社オリジナルコンフィデンス Kabushiki-gaisha Orijinaru Konfidensu?), fondată de Sōkō Koike în noiembrie 1967 și care a devenit cunoscută pentru clasamentele muzicale.

## Acționari
- LitruPond LLC – 29.34%
- Yoshiaki Yoshida (Președinte DHC Corp.) - 8.94%
- Hikari Tsushin, Inc. – 4.94%
- Ko Koike (CEO) – 2.75%
- Lawson, Inc. - 1.98%
- Hidekō Koike - 1.89%
- Naoko Koike - 1.87%
- DHC Corp. – 1.59%
- Yumi Koike - 1.55%

## Clasamente
- Singles Chart (1967-11-02 – prezent)
- Albums Chart (1987-10-05 – prezent)
- Karaoke Chart (1987-12-26 – prezent)
- Tracks Chart (2004-06-06 – prezent)
- DVD Chart (1999-04-05 –prezent)
- Long Hit Album Catalogue Chart (2001-04-02 – prezent)

## Foste clasamente
- LP Chart (1970-01-05 – 1989-11-27)
- CT Chart (1974-12-02 – 1989-11-27)
- MD Chart
- LD Chart (– 2000-02-07)
- VHD Chart (– 1989-11-27)
- Cartridges Chart (1974-12-02 – 1978-04-24)
- Sell-Video Chart (1974-02-06 – 2005-05-30)
- All-Genre Formats Ranking (1984-05-24 – 2001-04-02)
- Game Soft Chart (1995-02-20 – 2005-11-28)
- Comics Chart (1995-02-06 – 2001-03-26)
- New Media Chart (ianuarie 2004 – 2005)

## Veniturile totale pe artist din vânzarea materialelor discografice
| An   | Artist                 |
| ---- | ---------------------- |
| 1974 | Yōsui Inoue            |
| 1975 | Yōsui Inoue            |
| 1976 | Yumi Arai              |
| 1977 | Pink Lady              |
| 1978 | Pink Lady              |
| 1979 | Alice                  |
| 1980 | Yellow Magic Orchestra |
| 1981 | Akira Terao            |
| 1982 | Off Course             |
| 1983 | Akina Nakamori         |
| 1984 | Seiko Matsuda          |
| 1985 | Akina Nakamori         |
| 1986 | Akina Nakamori         |
| 1987 | Akina Nakamori         |
| 1988 | Hikaru Genji           |
| 1989 | Yumi Matsutoya         |
| 1990 | Southern All Stars     |
| 1991 | B'z                    |
| 1992 | CHAGE and ASKA         |
| 1993 | ZARD                   |
| 1994 | TRF                    |
| 1995 | TRF                    |
| 1996 | Namie Amuro            |
| 1997 | GLAY                   |
| 1998 | B'z                    |
| 1999 | Hikaru Utada           |
| 2000 | Ayumi Hamasaki         |
| 2001 | Ayumi Hamasaki         |
| 2002 | Hikaru Utada           |
| 2003 | Ayumi Hamasaki         |
| 2004 | Hikaru Utada           |
| 2005 | ORANGE RANGE           |
| 2006 | Kumi Koda              |
| 2007 | Kumi Koda              |
| 2008 | EXILE                  |
| 2009 | Arashi                 |
| 2010 | Arashi                 |
| 2011 | AKB48                  |
| 2012 | AKB48                  |
| 2013 | Arashi                 |

## Legături externe
- Site oficial ja
- Oricon pe Facebook
- Oricon pe Twitter